# المردمة
المردمة (به عربی: المردمة) یک منطقهٔ مسکونی در عربستان سعودی است که در Najed واقع شده‌است.